# 阿里尼亚克
阿里尼亚克（法語：Arignac，法語發音：[aʁiɲak]）是法国阿列日省的一个市镇，属于富瓦区。

## 地理
阿里尼亚克（42°52'15"N, 1°36'2"E）面积8.84 平方千米，位于法国奧克西塔尼大區阿列日省，该省份为法国西南部内陆省份，西部和北部与上加龙省接壤，东临奥德省，东南至东比利牛斯省接壤，南与安道尔和西班牙接壤。
与阿里尼亚克接壤的市镇（或旧市镇、城区）包括：贝代亚克和艾纳、邦帕斯、梅尔屈加尔拉贝、蒙图略、叙尔巴、阿列日河畔塔拉斯孔。

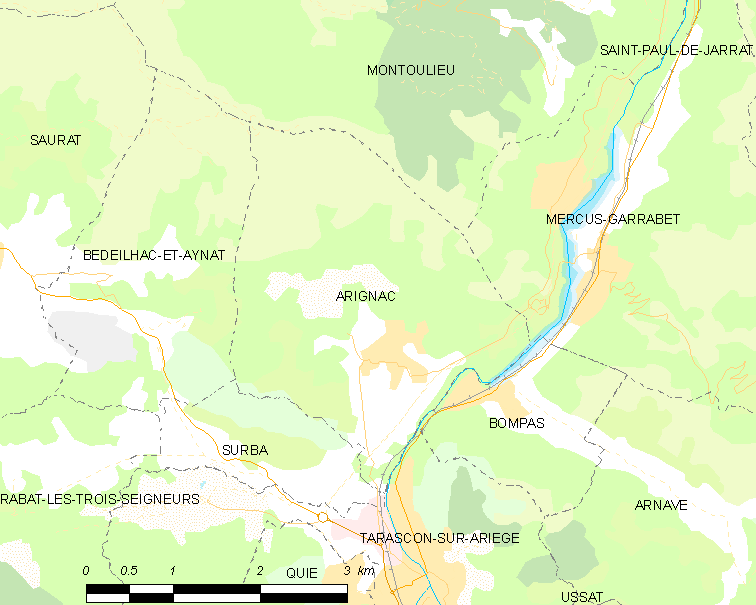
阿里尼亚克的OSM定位图

阿里尼亚克的时区为UTC+01:00、UTC+02:00（夏令时）。

## 行政
阿里尼亚克的邮政编码为09400，INSEE市镇编码为09015。

## 政治
阿里尼亚克所属的省级选区为萨巴尔泰斯县。

## 人口

1962-2008年间阿里尼亚克人口变化图示

阿里尼亚克于2022年1月1日时的人口数量为722人。